# Salza (Enns)
Salza (även: Mariazeller Salza) är en östlig biflod till Enns i Österrike. Den har sin källa i Traisenberg i Niederösterreich och flyter söder om Mariazell genom naturreservatet Wildalpener Salzatal i Steiermark. Efter 88 km går floden samman med Enns i Großreifling.